# 2231 Durrell
A 2231 Durrell (ideiglenes jelöléssel 1941 SG) a Naprendszer kisbolygóövében található aszteroida. Sylvain Julien Victor Arend fedezte fel 1941. szeptember 21-én.